# باول أرنولد (ملحن)
باول أرنولد (بالإنجليزية: Paul Arnold)‏ هو ملحن بريطاني، ولد في 1 يونيو 1972 في Great Wyrley ‏ في المملكة المتحدة.

## وصلات خارجية
- بول أرنولد على موقع IMDb (الإنجليزية)
- بول أرنولد على موقع قاعدة بيانات الفيلم (الإنجليزية)